# PowerBook 2400c
Le PowerBook 2400c fut le premier ordinateur ultra-portable depuis le PowerBook Duo 2300c. Ce n'était pas un PowerBook Duo dans la mesure où il ne se connectait pas à un dock pour étendre ses capacités. Fabriqué par IBM, le 2400c ne pesait que 2,0 kg malgré son grand écran 10,4" couleur à matrice active. Le seul sacrifice concédé était l'absence de lecteur CD-ROM ou de lecteur disquettes interne. Il ne fut commercialisé qu'aux États-Unis et au Japon.
Lancé plus tard, le modèle à 240 MHz ne fut commercialisé qu'au Japon.

## Caractéristiques
- processeur : PowerPC 603e cadencé à 180 ou 240 MHz
- adressage 32 bit
- bus système 64 bit à 40 MHz
- mémoire cache de niveau 1 : 32 Kio
- mémoire cache de niveau 2 : 256 Kio
- mémoire morte : 4 Mio
- mémoire vive : 16 Mio (sur la carte mère), extensible à 48 Mio (80 Mio avec une barrette de 64 Mio non supportée par Apple)
- écran LCD 10,4" couleur à matrice active
- résolutions supportées :
  - 800 × 600 en 16 bit (milliers de couleurs)
- disque dur ATA de 1,3 Go (modèle 180 MHz) ou 2 Go (modèle 240 MHz)
- lecteur de disquette 3,5" 1,44 Mo
- slots d'extension :
  - 1 connecteur mémoire de type SO-DIMM (vitesse minimale : 60 ns)
  - 2 slots PC Card Type II (ou 1 Type III)
- connectique :
  - port SCSI HDI-30
  - 1 port série
  - sortie vidéo HDI-15
  - sortie audio stéréo 16 bit
  - entrée audio stéréo 16 bit
  - port infrarouge supportant les protocoles IrDA et IRTalk
- microphone intégré
- haut-parleur mono
- batterie Li-Ion 29 Wh lui assurant environ 2 à 5 heures d'autonomie
- dimensions : 4,8 × 26,7 × 26,7 cm
- poids : 2,0 kg
- consommation : 45 W
- systèmes supportés : Système 7.6.1 à Mac OS 9.1